# Guten Abend am Samstag
Guten Abend am Samstag (auch „Guten Abend am Samstag sagt Heinz Conrads“) war eine österreichische Fernsehsendung des ORF, die von 1957 an zunächst unter dem Titel Was sieht man Neues?, später als Guten Abend am Samstag knapp 30 Jahre lang wöchentlich ausgestrahlt wurde.

## Geschichte
Ab 1968 wurden die Sendungen unter dem neuen Namen Guten Abend am Samstag mit Heinz Conrads als Conférencier in den Rosenhügel-Filmstudios für den ORF produziert und aufgezeichnet. Die Sendung wurde damals noch in Schwarzweiß wöchentlich am Samstagabend um 18:30 Uhr (nach der Sendung Der Fenstergucker) gesendet. Die Unterhaltungssendung dauerte zirka 25 Minuten, manchmal auch bis zu 45 Minuten. Gesendet wurde sie auf dem Hauptsender (FS 1, später ORF eins). Jahre später wurde die Sendung auf den zweiten Fernsehsender des ORF (FS-2, später ORF 2) verlegt. Bereits vor der Verlegung auf den zweiten Sender gab es im samstäglichen Fernseh-Hauptabendprogramm um 20:15 Uhr zu bestimmten Anlässen eine fast zwei Stunden laufende Show, die dann später auch in Farbe und als Liveübertragung gesendet wurde. Dies waren zum Beispiel Jubiläums- oder Silvester-Sendungen. Einer der Redakteure war  Günter Tolar.

Von der Sendung Guten Abend am Samstag mit Heinz Conrads wurden mehr als 1000 Sendungen für das ORF-Fernsehprogramm produziert. Nach Conrads’ Tod (1986) wurde das Sendungsformat noch bis 1990 von Peter Fröhlich (Fröhlich am Samstag) weitergeführt.